# 14. Otwarte Mistrzostwa Świata w Brydżu Sportowym
14. Otwarte Mistrzostwa Świata w Brydżu Sportowym (14th Red Bull World Bridge Series) – mistrzostwa świata w brydżu sportowym w kategoriach mikstów, open, kobiet oraz seniorów teamów i par, które odbyły się w Sanya (Chiny) w okresie od 10 do 25 października 2014.
Były to jednocześnie:
- Otwarte mistrzostwa świata teamów mikstowych w brydżu sportowym;
- 13. Otwarte Mistrzostwa Świata Par Mikstowych w Brydżu Sportowym;
- 10. Otwarte Mistrzostwa Świata Teamów Open w Brydżu Sportowym – Rosenblum Cup;
- 14. Otwarte Mistrzostwa Świata Par Open w Brydżu Sportowym;
- 6. Otwarte Mistrzostwa Teamów Kobiet w Brydżu Sportowym – McConnell Cup;
- 14. Otwarte Mistrzostwa Świata Par Kobiet w Brydżu Sportowym;
- 6. Otwarte Mistrzostwa Świata Teamów Seniorów w Brydżu Sportowym – Rand Cup;
- 7. Otwarte Mistrzostwa Świata Par Seniorów w Brydżu Sportowym – Hiron Trophy.

W czasie tej imprezy zostały również rozegrane 18. Mistrzostwa Świata Programów Brydżowych.
Zwycięzcami zawodów zostały:
Teamy
- Salvo (w Otwartych Mistrzostwach Świata Teamów Mikstowych):

 :  Sabine Auken,  Zia Mahmood,  Marion Michielsen,  Anita Sinclair,  Roy Welland,  Nafiz Zorlu;
- Mazurkiewicz  (w Rosenblum Cup):

 : Piotr Gawryś, Stanisław Gołębiowski, Krzysztof Jassem, Michał Klukowski, Marcin Mazurkiewicz, Włodzimierz Starkowski;
- Baker (w McConnell Cup):

 :  Lynn Baker,  Sally Brock, Karen McCallum,  Marion Michielsen,  Nicola Smith,  Meike Wortel;
- Milner (w Rand Cup):

 :  Michel Bessis,  Philippe Cronier,  Apolinary Kowalski,  Hemant Lall,  Reese Milner,  Jacek Romański.
Pary
- Kerri Sanborn –  Zhao Jie (w otwartych mistrzostwach świata par mikstowych);
- Ehud Friedlander –  Jinnon Liran (w otwartych mistrzostwa świata par open);
- Liu Shu –  Zhou Tao (w otwartych mistrzostwach świata par kobiet);
- Henky Lasut –  Eddy Manoppo (w Hiron Trophy).

Programy brydżowe
- Program Shark autorstwa Johna i Merete Vermehren Norrisów[3].

## Formuła zawodów
Otwarte mistrzostwa świata w brydżu sportowym odbywają się zgodnie z regulaminami opracowanymi przez WBF. Praktycznie w każdej edycji regulamin ten jest uszczegóławiany. Aktualny (na rok 2014) regulamin zawiera następujące główne punkty:
- Zawody odbywają się w następujących kategoriach:
  - Teamy:
    - Miksty (Transnational Mixed Teams),
    - Open (Transnational Knockout Open [Rosenblum Cup]),
    - Kobiet (Transnational Knockout Womens's [McConnell Cup]) oraz
    - Seniorów (Transnational Knockout Seniors [Rand Cup]);

  - Pary:
    - Miksty (Transnational Mixed Pairs),
    - Open (Transnational Open Pairs),
    - Kobiet (Transnational Women's Pairs),
    - Seniorów (Transnational Senior Pairs [Hiron Trophy]).
- W zawodach mogą startować teamy i pary ze wszystkich narodowych federacji. Nie ma wymogu aby zawodnicy pary lub teamu byli z jednej federacji.
- Ogólny podział zawodów wygląda następująco:
  - Teamy mikstowe: 11–15 października (sobota–środa);
  - Pary mikstowe: 13–17 października (poniedziałek–piątek);
  - Teamy open/kobiet/seniorów: 18–23 października (sobota–czwartek);
  - Pary open/kobiet/seniorów: 21–25 października (wtorek–sobota).
- W każdej kategorii teamów zawody odbywają się w 3 etapach.
  - W pierwszym etapie – faza eliminacyjna – teamy grają spotkania systemem szwajcarskim (8 meczów po 14 rozdań).
  - Drugi etap zawiera dwa półfinały (A i B po około 50%). 27 teamów z półfinału A i 5 teamów z półfinału B przechodzi do trzeciego etapu: rund pucharowych;
  - W trzecim etapie – w fazie pucharowej – przegrywający odpada. Zawodnicy grają rundy:
    - 32: 2 lub 3 sesje po 14 rozdań;
    - 16: 2 lub 3 sesje po 14 rozdań;
    - ćwierćfinał: 3 sesje po 14 rozdań;
    - półfinał: 3 sesje po 14 rozdań lub 2 sesje po 16 rozdań;
    - finał: 4 sesje po 16 rozdań.

  - Oba teamy, które przegrają w półfinałach fazy pucharowej dostają brązowe medale;
  - Jest opracowana specjalna tabela, która łączy teamy w rundzie pucharowej w zależności od zajętego miejsca.
- W każdej kategorii par zawody wyglądają następująco:
  - Wstępnie rozgrywanych są 4 rundy kwalifikacyjne.
  - Do półfinału A kwalifikuje się około 50% uczestników z każdej kategorii. Pozostali mogą grać w finale B.
  - Do półfinałów kwalifikują się również uczestnicy zawodów teamów, którzy odpadli na odpowiednim etapie fazy pucharowej;
  - W półfinałach mogą również wystąpić pary, w których obaj zawodnicy mają tytuły WGM;
  - 54 uczestników półfinałów kwalifikuje się do finału. Pozostali mogą grać w finale B.

## Transmisje z zawodów
Wszystkie sesje zawodów były transmitowane w internecie poprzez portal Ourgame i BBO. Mecze finałowe teamów były tylko na portalu Ourgame.

## Otwarte mistrzostwa świata teamów mikstowych
W zawodach wystartowało 89 teamów których zawodnicy byli z 30 federacji. 4 teamy miały w składzie pary z Polski.
W sobotę, 11 października, rozgrywano rundę kwalifikacyjną systemem szwajcarskim grając 8 meczów po 7 rozdań.
42 najlepsze teamy w niedzielę, 12 października, rozgrywały kwalifikacyjne półfinałowe w grupie A a 47 teamy grały w tym samym czasie w grupie B. Do fazy pucharowej przeszło 27 teamów z grupy A i 5 teamów z grupy B.
W poniedziałek odbyły się rundy pucharowe (32 i 16). W obu przypadkach były to 2 sesje po 14 rozdań. Do ćwierćfinałów (rundy 8 teamów) przeszły dwa zespoły z polskimi zawodnikami.
We wtorek, 14 października odbyły się ćwierćfinały (2 sesje po 14 rozdań) i półfinały (2 sesje po 16 rozdań).

### Mecze półfinałowe
Do półfinałów zakwalifikowały się zespoły:
- Geely Automobile:

 Dai Jianming,  Gui Shenyue,  Wang Hongli,  Wang Liping,  Yang Lixin,  Zhang Yu;
- Rossard:

 Danièle Avon,  Grażyna Brewiak,  Wojciech Gaweł,  Jerzy Romanowski,  Martine Rossard,  Jean-Michel Voldoire;
- Saic:

 Hu Maoyuan,  Liu Yiqian,  Wang Weimin,  Wang Wenfei,  Zhou Yongmei,  Zhuang Zejun;
- Salvo:

 Sabine Auken,  Zia Mahmood,  Marion Michielsen,  Anita Sinclair,  Roy Welland,  Nafiz Zorlu.
Wyniki półfinałów były następujące:
| TMS1 | Salvo            |  | 27 | 27 | 54 | 81 |
| TMS1 | Rossard          |  | 48 | 48 | 14 | 62 |
| TMS2 | Geely Automobile |  | 45 | 45 | 44 | 89 |
| TMS2 | Saic             |  | 24 | 24 | 27 | 51 |

Zgodnie z zasadami tych zawodów obie drużyny, które przegrały w półfinałach (Rossard i Saic), otrzymały brązowe medale.

### Mecz finałowy
W środę, 15 października, odbyły się 4 sesje (po 14 rozdań) meczu finałowego.
| 14. Otwarte Mistrzostwa Świata. Teamy. Miksty. Mecz finałowy, 15 października, środa | 14. Otwarte Mistrzostwa Świata. Teamy. Miksty. Mecz finałowy, 15 października, środa | 14. Otwarte Mistrzostwa Świata. Teamy. Miksty. Mecz finałowy, 15 października, środa | 14. Otwarte Mistrzostwa Świata. Teamy. Miksty. Mecz finałowy, 15 października, środa | 14. Otwarte Mistrzostwa Świata. Teamy. Miksty. Mecz finałowy, 15 października, środa | 14. Otwarte Mistrzostwa Świata. Teamy. Miksty. Mecz finałowy, 15 października, środa | 14. Otwarte Mistrzostwa Świata. Teamy. Miksty. Mecz finałowy, 15 października, środa | 14. Otwarte Mistrzostwa Świata. Teamy. Miksty. Mecz finałowy, 15 października, środa | 14. Otwarte Mistrzostwa Świata. Teamy. Miksty. Mecz finałowy, 15 października, środa | 14. Otwarte Mistrzostwa Świata. Teamy. Miksty. Mecz finałowy, 15 października, środa | 14. Otwarte Mistrzostwa Świata. Teamy. Miksty. Mecz finałowy, 15 października, środa | 14. Otwarte Mistrzostwa Świata. Teamy. Miksty. Mecz finałowy, 15 października, środa |
| Nr                                                                                   | Team                                                                                 | P                                                                                    | 9:00                                                                                 | 9:00                                                                                 | 12:00                                                                                | 12:00                                                                                | 14:20                                                                                | 14:20                                                                                | 16:40                                                                                | 16:40                                                                                |                                                                                      |
| Nr                                                                                   | Team                                                                                 | P                                                                                    | F1                                                                                   | Σ                                                                                    | F2                                                                                   | Σ                                                                                    | F3                                                                                   | Σ                                                                                    | F4                                                                                   | Σ                                                                                    |                                                                                      |
| ------------------------------------------------------------------------------------ | ------------------------------------------------------------------------------------ | ------------------------------------------------------------------------------------ | ------------------------------------------------------------------------------------ | ------------------------------------------------------------------------------------ | ------------------------------------------------------------------------------------ | ------------------------------------------------------------------------------------ | ------------------------------------------------------------------------------------ | ------------------------------------------------------------------------------------ | ------------------------------------------------------------------------------------ | ------------------------------------------------------------------------------------ | ------------------------------------------------------------------------------------ |
| TMF                                                                                  | Salvo                                                                                |                                                                                      | 19                                                                                   | 19                                                                                   | 22                                                                                   | 41                                                                                   | 25                                                                                   | 66                                                                                   | 37                                                                                   | 103                                                                                  |                                                                                      |
| TMF                                                                                  | Geely Automobile                                                                     |                                                                                      | 26                                                                                   | 26                                                                                   | 22                                                                                   | 48                                                                                   | 24                                                                                   | 72                                                                                   | 18                                                                                   | 90                                                                                   |                                                                                      |

Zwycięzcy zawodów, drużyna Salvo, pokonała w ćwierćfinale i w półfinale teamy w skład których wchodziły polskie pary.

## Otwarte mistrzostwa świata par mikstowych w brydżu sportowym
W poniedziałek, 13 października, w 1 rundzie kwalifikacyjnej Otwartych Mistrzostw Świata Par Mikstowych wystartowało 130 par. W sumie 12 października było 5 rund kwalifikacyjnych. Również 14 października było 5 rund eliminacyjnych.
W środę, 15 października, odbyło się po 5 sesji półfinałów A i B. W półfinale A startowało 120 par (w tym dwie pary polskie). W półfinale B startowało 51 par (w tym też 2 pary polskie). Większa liczba par w obu półfinałach – w porównaniu z klasyfikacjami – wynika z tego, że w półfinale A mogły startować pary z teamów, które odpadły w fazie pucharowej.
W czwartek, 16 października, w rundzie finałowej wystartowało 54 pary (w finale A). Do tej ostatecznej rundy zakwalifikowały się 2 pary z Polski. W czwartek i piątek rozegrano po 5 sesji.
Miejsca medalowe zdobyły pary:
| 14. Otwarte Mistrzostwa Świata. Pary mikstowe. Miejsca medalowe | 14. Otwarte Mistrzostwa Świata. Pary mikstowe. Miejsca medalowe | 14. Otwarte Mistrzostwa Świata. Pary mikstowe. Miejsca medalowe | 14. Otwarte Mistrzostwa Świata. Pary mikstowe. Miejsca medalowe |
| --------------------------------------------------------------- | --------------------------------------------------------------- | --------------------------------------------------------------- | --------------------------------------------------------------- |
| 1                                                               | Kerri Sanborn                                                   | –                                                               | Zhao Jie                                                        |
| 2                                                               | Jacek Pszczoła                                                  | –                                                               | Meike Wortel                                                    |
| 3                                                               | Wang Nan                                                        | –                                                               | Zhang Bangxiang                                                 |

## Otwarte mistrzostwa świata teamów open, kobiet i seniorów
W sobotę, 18 października rozpoczęły się równolegle zawody 14. Otwartych Mistrzostw Świata Teamów:
- Open (Rosenblum Cup),
- Kobiet (McConnell Cup) oraz
- Seniorów (Rand Cup).

| 14. Otwarte Mistrzostwa Świata. Liczba teamów open, kobiet i seniorów | 14. Otwarte Mistrzostwa Świata. Liczba teamów open, kobiet i seniorów | 14. Otwarte Mistrzostwa Świata. Liczba teamów open, kobiet i seniorów |
| Zawody                                                                | Liczba teamów                                                         | Teamy z polskimi zawodnikami                                          |
| --------------------------------------------------------------------- | --------------------------------------------------------------------- | --------------------------------------------------------------------- |
| Rosenblum Cup                                                         | 123                                                                   | 9                                                                     |
| McConnell Cup                                                         | 26                                                                    | 1                                                                     |
| Rand Cup                                                              | 22                                                                    | 2                                                                     |

W sobotę było rozgrywanych 8 rund kwalifikacyjnych systemem szwajcarskim po 7 rozdań w kategorii open. W niedzielę, 19 października, rozegrano półfinały A i B w tej kategorii. Do rundy pucharowej trafiło 27 zespołów z półfinału A i 5 z półfinału B. Runda pucharowa kategorii open rozpoczęła się w poniedziałek 20 października. W rundzie 32 rozgrywano 3 sesje po 14 rozdań. W poniedziałek rozegrano również w tej kategorii pierwszą z 3 sesji rundy 16. We wtorek, 21 października, dokończono rundę 16 i rozegrano dwie sesje ćwierćfinałów.
Kobiety i seniorzy w dniach od 17 do 19 października (sobota–poniedziałek) rozgrywali rundy każdy z każdym. Do rundy pucharowej trafiło po 8 teamów z każdej kategorii. We wtorek, 21 października, rozegrano 4 sesje – po 14 rozdań – ćwierćfinałów.
Do półfinałów w kategorii kobiet zakwalifikowały się następujące teamy:
- Baker:

 :  Lynn Baker,  Sally Brock, Karen McCallum,  Marion Michielsen,  Nicola Smith,  Meike Wortel;
- China Red Team :

 : Lu Yan, Ran Jingrong, Wang Hongli, Wang Wenfei, Wu Shaohong, Zhang Yu;
- Moss :

 : Lynn Deas, Hjördís Eyþórsdóttir, Joann Glasson, Sylvia Moss, Kerri Sanborn, Janice Seamon-Molson;
- Pertamina Ep :

 : Rury Andhani, Lusje Olha Bojoh, Suci Amita Dewi, Kristina Wahyu Murniati, Conny Sumampouw, Julita Grace Tueje.
Do półfinałów w kategorii seniorów zakwalifikowały się następujące teamy:
- Hackett :

 :  Paul Hackett,  John Holland,  Christian Mari,  John Sansom;
- Milner :

 :  Michel Bessis,  Philippe Cronier,  Apolinary Kowalski,  Hemant Lall,  Reese Milner,  Jacek Romański;
- Lewis :

 :  Jurek Czyzowicz,  Ross Grabel,  Mark Itabashi,  Dan Jacob,  Linda Lewis,  Paul Lewis;
- Sternberg  :

 : Neil Chambers, Billy Eisenberg, Arnold Fisher, Fred Hamilton, John Schermer, James Marsh Sternberg.
W środę, 22 października, po rozegraniu 4 sesji meczów ćwierćfinałowych w konkurencji open, do półfinałów przeszły następujące teamy:
- Diamond :

 :  Sjoert Brink,  John Diamond,  Bas Drijver,  Eric Greco,  Geoff Hampson,  Brian Platnick;
- Monaco  :

 : Fulvio Fantoni, Geir Helgemo, Tor Helness, Franck Multon, Claudio Nunes, Pierre Zimmermann;
- Mazurkiewicz  :

 : Piotr Gawryś, Stanisław Gołębiowski, Krzysztof Jassem, Michał Klukowski, Marcin Mazurkiewicz, Włodzimierz Starkowski;
- Ventin :

 :  Sabine Auken,  Johan Upmark,  Juan Carlos Ventin Camprubi,  Roy Welland,  Frederic Wrang.

### Mecze półfinałowe
W środę, 22 października odbyły się mecze półfinałowe w kategoriach open, kobiet i seniorów. W kategorii open były 3 sesje po 14 rozdań a w kategoriach kobiet i seniorów po 4 sesje po 14 rozdań.
| TOS1 | Monako       |  | 35 | 35 | 34 | 69 | 14 | 83 |
| TOS1 | Diamond      |  | 23 | 23 | 34 | 57 | 13 | 70 |
| TOS2 | Ventin       |  | 12 | 12 | 33 | 45 | 31 | 76 |
| TOS2 | Mazurkiewicz |  | 47 | 47 | 6  | 53 | 37 | 90 |

| 14. Otwarte Mistrzostwa Świata. Teamy. Kobiety. Mecze półfinałowe, 21 października, środa | 14. Otwarte Mistrzostwa Świata. Teamy. Kobiety. Mecze półfinałowe, 21 października, środa | 14. Otwarte Mistrzostwa Świata. Teamy. Kobiety. Mecze półfinałowe, 21 października, środa | 14. Otwarte Mistrzostwa Świata. Teamy. Kobiety. Mecze półfinałowe, 21 października, środa | 14. Otwarte Mistrzostwa Świata. Teamy. Kobiety. Mecze półfinałowe, 21 października, środa | 14. Otwarte Mistrzostwa Świata. Teamy. Kobiety. Mecze półfinałowe, 21 października, środa | 14. Otwarte Mistrzostwa Świata. Teamy. Kobiety. Mecze półfinałowe, 21 października, środa | 14. Otwarte Mistrzostwa Świata. Teamy. Kobiety. Mecze półfinałowe, 21 października, środa | 14. Otwarte Mistrzostwa Świata. Teamy. Kobiety. Mecze półfinałowe, 21 października, środa | 14. Otwarte Mistrzostwa Świata. Teamy. Kobiety. Mecze półfinałowe, 21 października, środa | 14. Otwarte Mistrzostwa Świata. Teamy. Kobiety. Mecze półfinałowe, 21 października, środa | 14. Otwarte Mistrzostwa Świata. Teamy. Kobiety. Mecze półfinałowe, 21 października, środa |
| Nr                                                                                        | Team                                                                                      | P                                                                                         | 4:00                                                                                      | 4:00                                                                                      | 7:10                                                                                      | 7:10                                                                                      | 9:30                                                                                      | 9:30                                                                                      | 11:50                                                                                     | 11:50                                                                                     |                                                                                           |
| Nr                                                                                        | Team                                                                                      | P                                                                                         | SK1                                                                                       | Σ                                                                                         | SK2                                                                                       | Σ                                                                                         | SK3                                                                                       | Σ                                                                                         | SK4                                                                                       | Σ                                                                                         |                                                                                           |
| ----------------------------------------------------------------------------------------- | ----------------------------------------------------------------------------------------- | ----------------------------------------------------------------------------------------- | ----------------------------------------------------------------------------------------- | ----------------------------------------------------------------------------------------- | ----------------------------------------------------------------------------------------- | ----------------------------------------------------------------------------------------- | ----------------------------------------------------------------------------------------- | ----------------------------------------------------------------------------------------- | ----------------------------------------------------------------------------------------- | ----------------------------------------------------------------------------------------- | ----------------------------------------------------------------------------------------- |
| TKS1                                                                                      | China Red Team                                                                            | 4,5                                                                                       | 40                                                                                        | 44,5                                                                                      | 21                                                                                        | 65,5                                                                                      | 43                                                                                        | 108,5                                                                                     | 13                                                                                        | 121,5                                                                                     |                                                                                           |
| TKS1                                                                                      | Pertamina EP                                                                              |                                                                                           | 31                                                                                        | 31                                                                                        | 8                                                                                         | 39                                                                                        | 24                                                                                        | 63                                                                                        | 17                                                                                        | 80                                                                                        |                                                                                           |
| TKS2                                                                                      | Moss                                                                                      | 6,5                                                                                       | 8                                                                                         | 14,5                                                                                      | 52                                                                                        | 66,5                                                                                      | 9                                                                                         | 75,5                                                                                      | 37                                                                                        | 112,5                                                                                     |                                                                                           |
| TKS2                                                                                      | Baker                                                                                     |                                                                                           | 55                                                                                        | 55                                                                                        | 21                                                                                        | 76                                                                                        | 31                                                                                        | 107                                                                                       | 42                                                                                        | 149                                                                                       |                                                                                           |

| 14. Otwarte Mistrzostwa Świata. Teamy. Seniorzy. Mecze półfinałowe, 21 października, środa | 14. Otwarte Mistrzostwa Świata. Teamy. Seniorzy. Mecze półfinałowe, 21 października, środa | 14. Otwarte Mistrzostwa Świata. Teamy. Seniorzy. Mecze półfinałowe, 21 października, środa | 14. Otwarte Mistrzostwa Świata. Teamy. Seniorzy. Mecze półfinałowe, 21 października, środa | 14. Otwarte Mistrzostwa Świata. Teamy. Seniorzy. Mecze półfinałowe, 21 października, środa | 14. Otwarte Mistrzostwa Świata. Teamy. Seniorzy. Mecze półfinałowe, 21 października, środa | 14. Otwarte Mistrzostwa Świata. Teamy. Seniorzy. Mecze półfinałowe, 21 października, środa | 14. Otwarte Mistrzostwa Świata. Teamy. Seniorzy. Mecze półfinałowe, 21 października, środa | 14. Otwarte Mistrzostwa Świata. Teamy. Seniorzy. Mecze półfinałowe, 21 października, środa | 14. Otwarte Mistrzostwa Świata. Teamy. Seniorzy. Mecze półfinałowe, 21 października, środa | 14. Otwarte Mistrzostwa Świata. Teamy. Seniorzy. Mecze półfinałowe, 21 października, środa | 14. Otwarte Mistrzostwa Świata. Teamy. Seniorzy. Mecze półfinałowe, 21 października, środa |
| Nr                                                                                         | Team                                                                                       | P                                                                                          | 4:00                                                                                       | 4:00                                                                                       | 7:10                                                                                       | 7:10                                                                                       | 9:30                                                                                       | 9:30                                                                                       | 11:50                                                                                      | 11:50                                                                                      |                                                                                            |
| Nr                                                                                         | Team                                                                                       | P                                                                                          | SS1                                                                                        | Σ                                                                                          | SS2                                                                                        | Σ                                                                                          | SS3                                                                                        | Σ                                                                                          | SS4                                                                                        | Σ                                                                                          |                                                                                            |
| ------------------------------------------------------------------------------------------ | ------------------------------------------------------------------------------------------ | ------------------------------------------------------------------------------------------ | ------------------------------------------------------------------------------------------ | ------------------------------------------------------------------------------------------ | ------------------------------------------------------------------------------------------ | ------------------------------------------------------------------------------------------ | ------------------------------------------------------------------------------------------ | ------------------------------------------------------------------------------------------ | ------------------------------------------------------------------------------------------ | ------------------------------------------------------------------------------------------ | ------------------------------------------------------------------------------------------ |
| TSS1                                                                                       | Milner                                                                                     | 8                                                                                          | 19                                                                                         | 27                                                                                         | 50                                                                                         | 77                                                                                         | 15                                                                                         | 92                                                                                         | 29                                                                                         | 121                                                                                        |                                                                                            |
| TSS1                                                                                       | Lewis                                                                                      |                                                                                            | 26                                                                                         | 26                                                                                         | 2                                                                                          | 28                                                                                         | 26                                                                                         | 54                                                                                         | 42                                                                                         | 96                                                                                         |                                                                                            |
| TSS2                                                                                       | Sternberg                                                                                  | 0                                                                                          | 28                                                                                         | 28                                                                                         | 5                                                                                          | 33                                                                                         | 36                                                                                         | 69                                                                                         | 58                                                                                         | 127                                                                                        |                                                                                            |
| TSS2                                                                                       | Hacket                                                                                     | 2                                                                                          | 13                                                                                         | 15                                                                                         | 23                                                                                         | 38                                                                                         | 27                                                                                         | 65                                                                                         | 15                                                                                         | 80                                                                                         |                                                                                            |

Drużyny, które przegrały w półfinałach zdobyły brązowe medale w swoich kategoriach.

### Mecze finałowe
W czwartek, 22 października rozegrano mecze finałowe – 4 sesje po 14 rozdań:
| 14. Otwarte Mistrzostwa Świata. Teamy. Open. Mecz finałowy, 22 października, czwartek | 14. Otwarte Mistrzostwa Świata. Teamy. Open. Mecz finałowy, 22 października, czwartek | 14. Otwarte Mistrzostwa Świata. Teamy. Open. Mecz finałowy, 22 października, czwartek | 14. Otwarte Mistrzostwa Świata. Teamy. Open. Mecz finałowy, 22 października, czwartek | 14. Otwarte Mistrzostwa Świata. Teamy. Open. Mecz finałowy, 22 października, czwartek | 14. Otwarte Mistrzostwa Świata. Teamy. Open. Mecz finałowy, 22 października, czwartek | 14. Otwarte Mistrzostwa Świata. Teamy. Open. Mecz finałowy, 22 października, czwartek | 14. Otwarte Mistrzostwa Świata. Teamy. Open. Mecz finałowy, 22 października, czwartek | 14. Otwarte Mistrzostwa Świata. Teamy. Open. Mecz finałowy, 22 października, czwartek | 14. Otwarte Mistrzostwa Świata. Teamy. Open. Mecz finałowy, 22 października, czwartek | 14. Otwarte Mistrzostwa Świata. Teamy. Open. Mecz finałowy, 22 października, czwartek | 14. Otwarte Mistrzostwa Świata. Teamy. Open. Mecz finałowy, 22 października, czwartek |
| Nr                                                                                    | Team                                                                                  | P                                                                                     | 4:00                                                                                  | 4:00                                                                                  | 6:20                                                                                  | 6:20                                                                                  | 9:30                                                                                  | 9:30                                                                                  | 11:50                                                                                 | 11:50                                                                                 |                                                                                       |
| Nr                                                                                    | Team                                                                                  | P                                                                                     | OF1                                                                                   | Σ                                                                                     | OF2                                                                                   | Σ                                                                                     | OF3                                                                                   | Σ                                                                                     | OF4                                                                                   | Σ                                                                                     |                                                                                       |
| ------------------------------------------------------------------------------------- | ------------------------------------------------------------------------------------- | ------------------------------------------------------------------------------------- | ------------------------------------------------------------------------------------- | ------------------------------------------------------------------------------------- | ------------------------------------------------------------------------------------- | ------------------------------------------------------------------------------------- | ------------------------------------------------------------------------------------- | ------------------------------------------------------------------------------------- | ------------------------------------------------------------------------------------- | ------------------------------------------------------------------------------------- | ------------------------------------------------------------------------------------- |
| TOF                                                                                   | Monako                                                                                |                                                                                       | 10                                                                                    | 10                                                                                    | 7                                                                                     | 17                                                                                    | 38                                                                                    | 55                                                                                    | 25                                                                                    | 80                                                                                    |                                                                                       |
| TOF                                                                                   | Mazurkiewicz                                                                          |                                                                                       | 51                                                                                    | 51                                                                                    | 28                                                                                    | 79                                                                                    | 28                                                                                    | 107                                                                                   | 24                                                                                    | 131                                                                                   |                                                                                       |

| 14. Otwarte Mistrzostwa Świata. Teamy. Kobiety. Mecz finałowy, 22 października, czwartek | 14. Otwarte Mistrzostwa Świata. Teamy. Kobiety. Mecz finałowy, 22 października, czwartek | 14. Otwarte Mistrzostwa Świata. Teamy. Kobiety. Mecz finałowy, 22 października, czwartek | 14. Otwarte Mistrzostwa Świata. Teamy. Kobiety. Mecz finałowy, 22 października, czwartek | 14. Otwarte Mistrzostwa Świata. Teamy. Kobiety. Mecz finałowy, 22 października, czwartek | 14. Otwarte Mistrzostwa Świata. Teamy. Kobiety. Mecz finałowy, 22 października, czwartek | 14. Otwarte Mistrzostwa Świata. Teamy. Kobiety. Mecz finałowy, 22 października, czwartek | 14. Otwarte Mistrzostwa Świata. Teamy. Kobiety. Mecz finałowy, 22 października, czwartek | 14. Otwarte Mistrzostwa Świata. Teamy. Kobiety. Mecz finałowy, 22 października, czwartek | 14. Otwarte Mistrzostwa Świata. Teamy. Kobiety. Mecz finałowy, 22 października, czwartek | 14. Otwarte Mistrzostwa Świata. Teamy. Kobiety. Mecz finałowy, 22 października, czwartek | 14. Otwarte Mistrzostwa Świata. Teamy. Kobiety. Mecz finałowy, 22 października, czwartek |
| Nr                                                                                       | Team                                                                                     | P                                                                                        | 4:00                                                                                     | 4:00                                                                                     | 6:20                                                                                     | 6:20                                                                                     | 9:30                                                                                     | 9:30                                                                                     | 11:50                                                                                    | 11:50                                                                                    |                                                                                          |
| Nr                                                                                       | Team                                                                                     | P                                                                                        | KF1                                                                                      | Σ                                                                                        | KF2                                                                                      | Σ                                                                                        | KF3                                                                                      | Σ                                                                                        | KF4                                                                                      | Σ                                                                                        |                                                                                          |
| ---------------------------------------------------------------------------------------- | ---------------------------------------------------------------------------------------- | ---------------------------------------------------------------------------------------- | ---------------------------------------------------------------------------------------- | ---------------------------------------------------------------------------------------- | ---------------------------------------------------------------------------------------- | ---------------------------------------------------------------------------------------- | ---------------------------------------------------------------------------------------- | ---------------------------------------------------------------------------------------- | ---------------------------------------------------------------------------------------- | ---------------------------------------------------------------------------------------- | ---------------------------------------------------------------------------------------- |
| TKF                                                                                      | China Team Red                                                                           |                                                                                          | 6                                                                                        | 6                                                                                        | 22                                                                                       | 28                                                                                       | 28                                                                                       | 56                                                                                       | 8                                                                                        | 64                                                                                       |                                                                                          |
| TKF                                                                                      | Baker                                                                                    | 6,67                                                                                     | 47                                                                                       | 53,7                                                                                     | 13                                                                                       | 66,7                                                                                     | 43                                                                                       | 109,7                                                                                    | 19                                                                                       | 128,7                                                                                    |                                                                                          |

| 14. Otwarte Mistrzostwa Świata. Teamy. Seniorzy. Mecz finałowy, 22 października, czwartek | 14. Otwarte Mistrzostwa Świata. Teamy. Seniorzy. Mecz finałowy, 22 października, czwartek | 14. Otwarte Mistrzostwa Świata. Teamy. Seniorzy. Mecz finałowy, 22 października, czwartek | 14. Otwarte Mistrzostwa Świata. Teamy. Seniorzy. Mecz finałowy, 22 października, czwartek | 14. Otwarte Mistrzostwa Świata. Teamy. Seniorzy. Mecz finałowy, 22 października, czwartek | 14. Otwarte Mistrzostwa Świata. Teamy. Seniorzy. Mecz finałowy, 22 października, czwartek | 14. Otwarte Mistrzostwa Świata. Teamy. Seniorzy. Mecz finałowy, 22 października, czwartek | 14. Otwarte Mistrzostwa Świata. Teamy. Seniorzy. Mecz finałowy, 22 października, czwartek | 14. Otwarte Mistrzostwa Świata. Teamy. Seniorzy. Mecz finałowy, 22 października, czwartek | 14. Otwarte Mistrzostwa Świata. Teamy. Seniorzy. Mecz finałowy, 22 października, czwartek | 14. Otwarte Mistrzostwa Świata. Teamy. Seniorzy. Mecz finałowy, 22 października, czwartek | 14. Otwarte Mistrzostwa Świata. Teamy. Seniorzy. Mecz finałowy, 22 października, czwartek |
| Nr                                                                                        | Team                                                                                      | P                                                                                         | 4:00                                                                                      | 4:00                                                                                      | 6:20                                                                                      | 6:20                                                                                      | 9:30                                                                                      | 9:30                                                                                      | 11:50                                                                                     | 11:50                                                                                     |                                                                                           |
| Nr                                                                                        | Team                                                                                      | P                                                                                         | SF1                                                                                       | Σ                                                                                         | SF2                                                                                       | Σ                                                                                         | SF3                                                                                       | Σ                                                                                         | SF4                                                                                       | Σ                                                                                         |                                                                                           |
| ----------------------------------------------------------------------------------------- | ----------------------------------------------------------------------------------------- | ----------------------------------------------------------------------------------------- | ----------------------------------------------------------------------------------------- | ----------------------------------------------------------------------------------------- | ----------------------------------------------------------------------------------------- | ----------------------------------------------------------------------------------------- | ----------------------------------------------------------------------------------------- | ----------------------------------------------------------------------------------------- | ----------------------------------------------------------------------------------------- | ----------------------------------------------------------------------------------------- | ----------------------------------------------------------------------------------------- |
| TSF                                                                                       | Milner                                                                                    |                                                                                           | 27                                                                                        | 27                                                                                        | 31                                                                                        | 58                                                                                        | 10                                                                                        | 68                                                                                        | 44                                                                                        | 112                                                                                       |                                                                                           |
| TSF                                                                                       | Sternberg                                                                                 | 1,33                                                                                      | 12,3                                                                                      | 11                                                                                        | 19                                                                                        | 31,3                                                                                      | 33                                                                                        | 64,3                                                                                      | 10                                                                                        | 74,8                                                                                      |                                                                                           |

## Otwarte mistrzostwa świata par open, kobiet i seniorów w brydżu sportowym
We wtorek, 21 października rozegrano pierwsze sesje mistrzostw świata par w kategoriach open, kobiet oraz seniorów.
| Mistrzostwa świata par. Liczba par open, kobiet i seniorów*            | Mistrzostwa świata par. Liczba par open, kobiet i seniorów* | Mistrzostwa świata par. Liczba par open, kobiet i seniorów* |
| Zawody                                                                 | Liczba par                                                  | Liczba par z Polakami                                       |
| ---------------------------------------------------------------------- | ----------------------------------------------------------- | ----------------------------------------------------------- |
| Open                                                                   | 200                                                         | 12                                                          |
| Kobiety                                                                | 38                                                          | 1                                                           |
| Seniorzy                                                               | 24                                                          | –                                                           |
| *Liczba wyjściowa; w dalszych etapach dołączyły pary z zawodów teamów. |                                                             |                                                             |

Ze względu na małą liczbę par w kategoriach kobiet i seniorów postanowiono, że zawody w tej kategoriach będą prowadzone bez osobnych półfinałów (A i B):
- we wtorek rozgrywano sesje eliminacyjne;
- w środę i czwartek rozgrywano półfinały. Do półfinałów mogły dołączyć się pary rozgrywające wcześniej mecze ćwierćfinałowe w teamach. W sumie w kategorii kobiet półfinałach grało w środę 42 pary, a w czwartek 46 par (w tym jedna para polska). W konkurencji seniorów w półfinałach grały 33 pary (w tym jedna para polska);
- w piątek i sobotę rozgrywano finały. Do finałów dołączono zawodników rozgrywających wcześniej finał w teamach. W sumie w kategorii kobiet do finału przeszło 17 par z półfinału i 5 par z finałów teamów (w sumie 22 pary w tym jedna polska). W kategorii seniorów do finału przeszło 12 par z półfinałów i 2 pary z finału teamów (w sumie 14 par w tym 2 polskie).

Zawody w konkurencji open rozgrywano zgodnie z wcześniejszymi założeniami:
- we wtorek i w środę rozgrywano sesje eliminacyjne;
- w czwartek rozgrywano półfinały A (110 par - 9 par polskich) i B (92 pary - 6 par polskich). Do półfinału A mogli dołączyć się zawodnicy rozgrywający wcześniej ćwierćfinały i półfinały teamów oraz pary, której obaj zawodnicy mieli tytuł WGM. Do finału przeszło 54 pary (9 par polskich):
  - 43 pary z półfinału A,
  - 6 par z półfinału B,
  - 5 par z finałów teamów;
- w piątek i sobotę rozgrywano finały.

Miejsca medalowe zdobyły pary:
| 14. OMŚ. Pary open. Miejsca medalowe | 14. OMŚ. Pary open. Miejsca medalowe | 14. OMŚ. Pary open. Miejsca medalowe | 14. OMŚ. Pary open. Miejsca medalowe |
| ------------------------------------ | ------------------------------------ | ------------------------------------ | ------------------------------------ |
| 1                                    | Ehud Friedlander                     | –                                    | Jinnon Liran                         |
| 2                                    | Jacek Kalita                         | –                                    | Michał Nowosadzki                    |
| 3                                    | Thomas Bessis                        | –                                    | Cédric Lorenzini                     |

| 14. OMŚ. Pary kobiet. Miejsca medalowe | 14. OMŚ. Pary kobiet. Miejsca medalowe | 14. OMŚ. Pary kobiet. Miejsca medalowe | 14. OMŚ. Pary kobiet. Miejsca medalowe |
| -------------------------------------- | -------------------------------------- | -------------------------------------- | -------------------------------------- |
| 1                                      | Liu Shu                                | –                                      | Zhou Tao                               |
| 2                                      | Huang Yan                              | –                                      | Gan Lin                                |
| 3                                      | Suci Amita Dewi                        | –                                      | Kristina Wahyu Murniati                |

| 14. OMŚ. Pary seniorów. Miejsca medalowe | 14. OMŚ. Pary seniorów. Miejsca medalowe | 14. OMŚ. Pary seniorów. Miejsca medalowe | 14. OMŚ. Pary seniorów. Miejsca medalowe |
| ---------------------------------------- | ---------------------------------------- | ---------------------------------------- | ---------------------------------------- |
| 1                                        | Henky Lasut                              | –                                        | Eddy Manoppo                             |
| 2                                        | Hemant Lall                              | –                                        | Reese Milner                             |
| 3                                        | Apolinary Kowalski                       | –                                        | Jacek Romański                           |

## Miejsca polskich brydżystów
Polscy brydżyści zdobyli następujące miejsca medalowe:
- Złoty medal w Rosenblum Cup zdobył team Mazurkiewicz w składzie: Piotr Gawryś, Stanisław Gołębiowski, Krzysztof Jassem, Michał Klukowski, Marcin Mazurkiewicz oraz Włodzimierz Starkowski;
- Złoty medal w Rand Cup zdobył team Milner w skład którego wchodziła polska para Apolinary Kowalski oraz Jacek Romański;
- Apolinary Kowalski oraz Jacek Romański zdobyli również brązowy medal w Hiron Trophy;
- Srebrny medal w Otwartych mistrzostwach świata par open zdobyła para Jacek Kalita oraz Michał Nowosadzki;
- Brązowy medal w Otwartych Mistrzostwach Świata Teamów Mikstowych zdobył team Rossard w skład którego wchodziła polska para Grażyna Brewiak oraz Wojciech Gaweł;

Polskie pary w ścisłym finale otwartych mistrzostw świata par open (54 pary) zdobyły miejsca 2, 5, 17, 22, 24, 32, 35, 36 i 46.
W ścisłym finale (22 pary) otwartych mistrzostw świata par kobiet para polska zdobyła wysokie, 4. miejsce.
W ścisłym finale (14 par) Hiron Trophy polscy zawodnicy zdobyli miejsca 3 i 10.
Opiekunem (couchem) teamu Milner, który zwyciężył w teamach seniorów, był Jacek Pszczoła, który aktualnie reprezentuje USA, ale przez wiele lat był reprezentantem Polski. Jacek Pszczoła na tych zawodach zdobył srebrny medal w parach mikstowych.
Po raz pierwszy polscy brydżyści występujących w otwartych mistrzostwach świata zdobyli 5 medali. Podobny wynik polscy brydżyści uzyskali w roku 1994 w Albuquerque gdzie uzyskano 4 medale: złoty i brązowy w parach mikstowych, srebrny w teamach open oraz złoty w parach open.
Członek zwycięskiej drużyny Rosenblum Cup Piotr Gawryś na mistrzostwach świata uzyskał swój 9 medal oraz piąty tytuł. Wywalczył już tytuły:
- w teamach open (Estoril w roku 2005[7] oraz na bieżących zawodach);
- w teamach mikstowych - (Maastricht w roku 2000[8]);
- indywidualny (Paryż w roku 1992[9]);
- na olimpiadzie w kategorii open (Seattle w roku 1984[10]).

Partner Piotra Gawrysia w bieżących zawodach, Michał Klukowski, w wieku 18 lat został najmłodszym mistrzem świata w kategorii open w historii.
Team Mazurkiewicz wygrywając Rosenblum Cup pokonał w finale team Monaco w którym wystąpili między innymi:
- Fulvio Fantoni posiadający już 13 medali mistrzostw świata w tym 6 tytułów;
- Claudio Nunes ma 11 medali, 5 tytułów;
- Tor Helness ma 12 medali, 4 tytuły oraz
- Geir Helgemo ma 15 medali, 3 tytuły.

## 18. Mistrzostwa Świata Programów Brydżowych
18. Mistrzostwa Świata Programów Brydżowych zostały rozegrane w dniach od 19 do 24 października.
W tych Mistrzostwach wystartowało 6 programów:
- Baby Bridge (Francja),
- Bridge Baron[13] (USA),
- Micro Bridge[14] (Japonia),
- Robo Bridge[15] (Holandia),
- Shark Bridge[16] (Dania) oraz
- Wbridge5[17] (Francja).

Najpierw rozegrano rundę każdy z każdym, w której grano mecze 48 rozdaniowe. Dwa najlepsze programy grały w finale 64 rozdania.
W finale program Shark Bridge autorstwa Johna i Merete Vermehren Norrisów pokonał program Micro Bridge.

## Kongres WBF i posiedzenia komisji
W czasie trwania 14. Otwartych Mistrzostw Świata odbyły się spotkania komisji WBF oraz kongres WBF.
W czasie tych spotkań zapadły – między innymi – następujące decyzje:
- Na skutek kary nałożonej na parę niemiecką w czasie D’Orsi Seniors Trophy w roku 2013 na Bali postanowiono drużynie Niemiec odebrać złoty medal. W ten sposób drużyny USA-2, Polski i Francji uzyskały medale odpowiednio złoty, srebrny i brązowy.
- Polska będzie gospodarzem olimpiady brydżowej w dniach od 3 do 17 września 2016.

Ogłoszono również nazwiska 10 osób, którym WBF przyznało najwyższy tytuł World Grand Master. Wśród nich jest 3 zawodników z Polski: Krzysztof Jassem, Apolinary Kowalski i Jacek Romański.